# Hosad, Honavar
Hosad là một làng thuộc tehsil Honavar, huyện Uttar Kannad, bang Karnataka, Ấn Độ.